# Auf den Flößen
Auf den Flößen (russisch На плотах) ist eine Erzählung des russisch-sowjetischen Schriftstellers Alexander Serafimowitsch, die im Juni 1890 in der Moskauer Tageszeitung Russkije wedomosti erschien. Der Autor hatte die Kurzgeschichte während seiner Verbannung in Pinega geschrieben.
Im Winter an einem Nebenarm der Dwina im Gebiet Archangelsk: Bis zum Beginn des Frühlings muss Kusma Tolokonnikow Bäume fällen und aus den Stämmen ein Floß zusammenfügen. Über die Wintermonate hinweg hat Kusma nur zweimal den Standort um seine Holzhütte verlassen und Lebensmittel im nächstgelegenen Dorf eingeholt. Kusmas Pferd hilft seinem Herrn bei der schweren Waldarbeit in Schnee und Eis. Einmal wurde Kusmas Bein vom Ast eines unkontrolliert fallenden Baumes getroffen. Der Verletzte lag zwei Tage in seinem Blute und konnte sich schließlich aus eigener Kraft befreien. Das Pferd war inzwischen halb verhungert.
Als im Frühjahr der Eisgang einsetzt, bugsiert Kusma sein Floß reichlich acht Tage lang in Richtung Archangelsk. Unterwegs wollen Flößer, die festsitzen, Kusma einen Umweg vorschreiben, den er nicht riskieren möchte. Kurz entschlossen rudert er an dem festsitzenden fremden Gefährt mit Mühe und Not vorbei und touchiert es heftig. Die Baumstämme des fremden Floßes lösen sich voneinander und schwimmen umher. Kusma kann zwar den fluchenden Flößern entfliehen, wird aber von einem Boot aus dem Floßverband verfolgt. Im Zweikampf auf dem Fluss beschädigt Kusma das fremde Boot. Wieder gelingt ihm die Flucht vor den erbosten Flößern. Vor Archangelsk hat Kusma bei dem letzten Zwischenfall zum dritten Mal Glück. Ein Dampfer rammt sein Floß seitlich. Für einen Augenblick verliert der Flößer die Besinnung. Das Floß übersteht das Unglück. Kusma erhält für seine Baumstämme in Archangelsk gutes Geld ausgezahlt. Kurz vor seinem heimatlichen Dorf kommt Kusma allerdings nicht an der Schenke vorbei.

## Deutschsprachige Ausgaben
Verwendete Ausgabe
- Auf den Flößen. S. 5–17 in: Alexander Serafimowitsch: Auf den Flößen. Erzählungen. Übertragen von Friedrich Schwarz. 160 Seiten. Insel-Verlag, Leipzig 1969 (1. Aufl., Insel-Bücherei Nr. 911, Lizenzgeber: Aufbau Verlag Berlin)